# Йоун Халльдоурссон
Йоун Халльдоурссон (исл. Jón Halldórsson, 2 ноября 1889, Рейкьявик — 7 июля 1984, Рейкьявик) — исландский легкоатлет, выступавший в беге на короткие дистанции, и борец. Участник летних Олимпийских игр 1912 года.

## Биография
Йоун Халльдоурссон родился 2 ноября 1889 года в исландском городе Рейкьявик.
В 1912 году вошёл в состав сборной Исландии на летних Олимпийских играх в Стокгольме. В беге на 100 метров не смог завершить четвертьфинальный забег. В беге на 200 метров был заявлен, но не вышел на старт.
Кроме того, участвовал в показательных соревнованиях по глиме, где занял последнее, 6-е место, проиграв все 5 поединков.
Работал государственным казначеем, офис-менеджером Исландского государственного банка.
Имея хорошее музыкальное образование, был одним из самых известных в Исландии хоровых руководителей. С 16 лет пел в квартете «Фостбрир». С 1916 года в течение 44 лет руководил юношеским хором ИМКА (с 1937 года — «Фостбрайдюр»). Был почётным членом двух исландских хоров. Стал соучредителем Ассоциации исландских мужских хоров, был её председателем.
Был кавалером ордена Исландского сокола.
Умер 7 июля 1984 года в Рейкьявике.

## Личный рекорд
- Бег на 100 метров — 11,6 (1910)[5]